# حقل خليج البحرين
تم اكتشاف حقل خليج البحرين في شهر أبريل من عام 2018م وهو أكبر حقل تم اكتشافه في مملكة البحرين مُنذ عام 1932م ويقع في خليج البحرين يحتوي على ما لا يقل عن 80 مليار برميل من النفط الصخري.

## حقول البحرين
يوجد 3 حقول في البحرين
- حقل البحرين البري (اول حقل يتم اكتشافه في البحرين والخليج) 50 الف برميل يوميًا.
- حقل ابو سعفة (حقل مشترك بين البحرين والسعودية) 300 الف برميل يوميًا 150 الف برميل للبحرين.
- حقل خليج البحرين (تم اكتشافه حديثًا في عام 2018 ولم يتم الاستخراج منه لحد الان)

## الصور

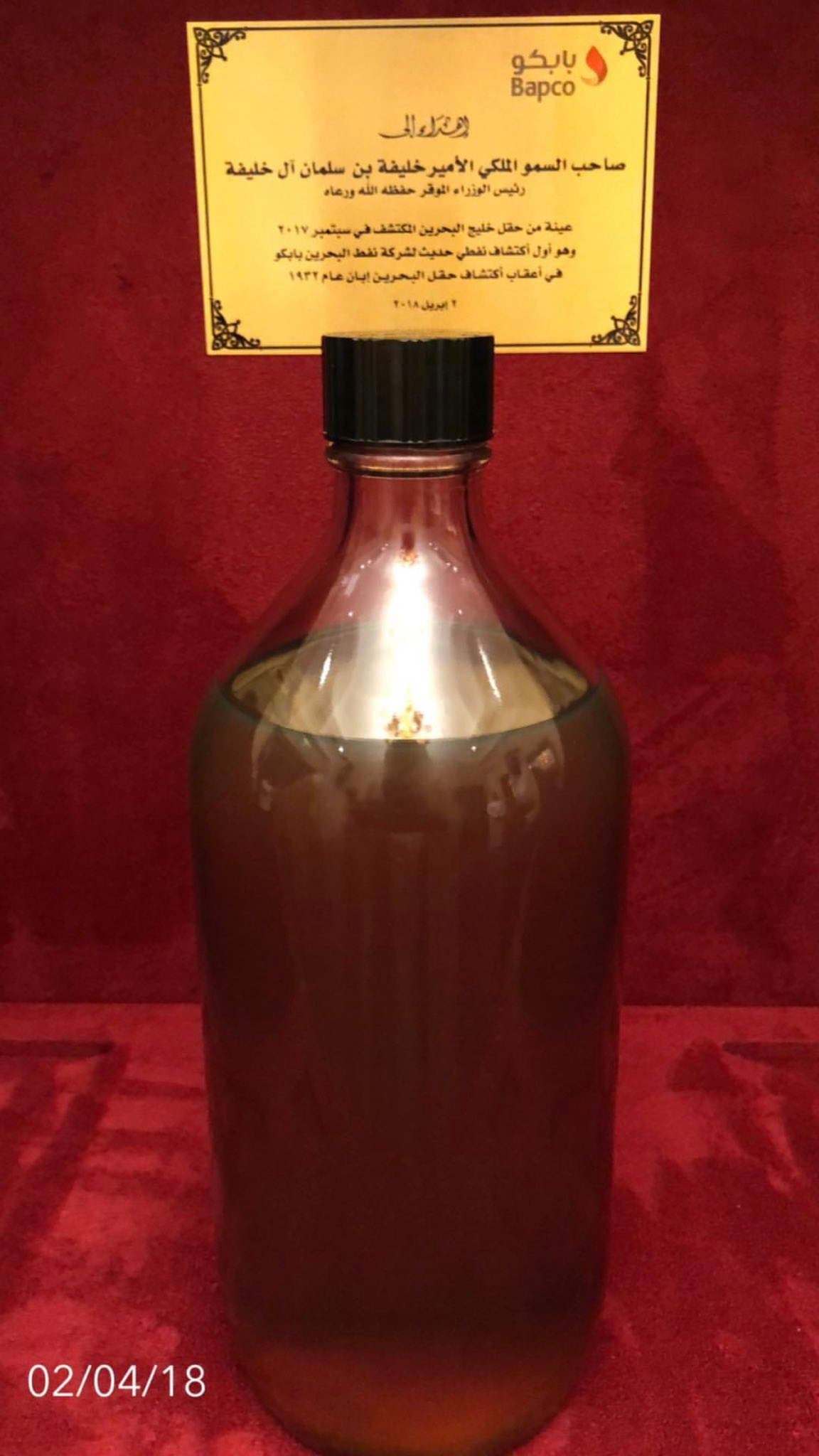
مجلس الوزراء يعرض في جلسته بتاريخ 2018/4/2 باكورة انتاج حقل خليج البحرين والذي تم الاعلان عنه يوم 2018/4/1 كأكبر مشروع نفطي بالبحرين.